# Alomya pygmaea
Alomya pygmaea là một loài tò vò trong họ Ichneumonidae.